# 21754 Tvaruzkova
21754 Tvaruzkova è un asteroide della fascia principale. Scoperto nel 1999, presenta un'orbita caratterizzata da un semiasse maggiore pari a 2,3410597 UA e da un'eccentricità di 0,1090016, inclinata di 7,45539° rispetto all'eclittica.